# Abrostola sugii
Abrostola sugii là một loài bướm đêm trong họ Noctuidae.